# Shamil Borchashvili
Shamil Borchashvili, né le 9 juin 1995 à Duisi (Tchétchénie) est un judoka autrichien.

## Carrière
Il remporte la médaille de bronze des moins de 81 kg aux Jeux olympiques de Tokyo 2020.

## Palmarès

### Palmarès international
| Année | Compétition           | Lieu     | Résultat | Catégorie      |
| ----- | --------------------- | -------- | -------- | -------------- |
| 2019  | Jeux européens        | Minsk    | 3e       | Par équipes    |
| 2020  | Jeux olympiques       | Tokyo    | 3e       | Moins de 81 kg |
| 2022  | Championnats du monde | Tachkent | 3e       | Moins de 81 kg |
| 2024  | Championnats d'Europe | Zagreb   | 3e       | Moins de 81 kg |